# 小辛

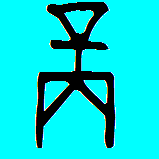
小辛

小辛（しょうしん）は殷朝の第20代王。盤庚の弟。
小辛の在位中から再び殷は衰えた。